# Windsor Park (Dominica)
Windsor Park là một sân vận động đa năng ở Roseau, Dominica. Đây là sân vận động quốc gia của Dominica và được sử dụng chủ yếu cho các trận đấu cricket. Sân cũng được sử dụng cho các hoạt động khác bao gồm Lễ hội âm nhạc World Creole, Vòng chung kết cuộc thi Calypso và cuộc thi Hoa hậu Dominica.
Sân vận động này đạt tiêu chuẩn quốc tế của Hội đồng Cricket Quốc tế (ICC) với cơ sở vật chất gồm sức chứa 12.000 chỗ ngồi, hộp riêng, trung tâm truyền thông, lưới tập luyện, khu liên hợp riêng biệt của vận động viên, bảng điểm kỹ thuật số và năm sân tập cricket.

## Lịch sử
Sân vận động được đặt theo tên của Windsor, Anh và nằm ở phía đông của Roseau. Sân nằm trên khu đất được giải phóng mặt bằng từ một bãi rác trước đây được gọi là Cow Town. Đây là một địa điểm phổ biến cho các môn thể thao, các hoạt động carnival, đua ngựa và lừa, các cuộc diễu hành của Nhà nước và đóng một vai trò rất quan trọng trong đời sống của người dân trên đảo. Năm 1999, một sân vận động quốc gia đã được quy hoạch cho địa điểm này, nhưng sau khi phá bỏ tất cả các khán đài hiện có và các công trình liền kề, bao gồm cả một trường học trước đây từng là phòng khám của Bệnh viện Roseau, dự án đã bị bỏ hoang và địa điểm này bị bỏ hoang cho đến năm 2005.
Công việc xây dựng sân vận động mới bắt đầu vào ngày 23 tháng 3 năm 2005, nhân kỷ niệm đầu tiên thiết lập quan hệ ngoại giao giữa Cộng hòa Nhân dân Trung Hoa và Dominica. Sân vận động này là một trong 'Bốn Dự án Trụ cột' mà Cộng hòa Nhân dân Trung Hoa hứa với Dominica như là kết quả của Biên bản Ghi nhớ (MOU) trong quá trình thiết lập quan hệ giữa Dominica và Trung Quốc. Sân vận động này được xem như một món quà trị giá 33 triệu đô la Đông Caribe (17 triệu đô la Mỹ, 12 triệu euro) từ chính phủ Cộng hòa Nhân dân Trung Hoa cho chính phủ và người dân Thịnh vượng chung Dominica.
Vào ngày 7 tháng 2 năm 2007, công việc xây dựng Sân vận động Windsor Park được hoàn thành. Việc xây dựng các cơ sở vật chất đi kèm với sân vận động dẫn đến việc sân vận động không được sử dụng trước tháng 5 năm 2007, do đó sân đã bỏ lỡ bất kỳ hoạt động nào liên quan đến Giải vô địch cricket thế giới 2007, được tổ chức ở Caribe. Lễ bàn giao sân vận động từ các quan chức Trung Quốc cho Dominica diễn ra vào ngày 23 tháng 3, đánh dấu năm thứ ba thiết lập quan hệ ngoại giao với Cộng hòa Nhân dân Trung Hoa. Vào ngày 24 tháng 10 năm 2007, Sân vận động Thể thao Quốc gia Windsor Park chính thức được khánh thành với một buổi lễ lớn. Lễ hội âm nhạc World Creole thường niên lần thứ 11 (WCMF) được tổ chức vào ngày 25–27 tháng 10 được xem là hoạt động chính thức đầu tiên được tổ chức tại sân vận động.

## Hoạt động
Vào ngày 6 tháng 2 năm 2008, đội tuyển bóng đá quốc gia Dominica đã chơi trận đấu đầu tiên ở vòng loại World Cup 2010 với Barbados tại Windsor Park. 4.200 khán giả đã theo dõi trận đấu này.
Dominica đã tổ chức hai trận đấu cricket One Day International đầu tiên tại Sân vận động Windsor Park, giữa Tây Ấn và Bangladesh. Các trận đấu được diễn ra vào ngày 26 và 28 tháng 7 năm 2009.
Windsor Park đã tổ chức trận đấu Test đầu tiên giữa Tây Ấn và Ấn Độ từ ngày 6 đến ngày 10 tháng 7 năm 2011.

## Danh sách các trận có 5 cú đánh wicket

### Test
Chín trận đấu có 5 cú đánh wicket trong các trận đấu Test đã được thực hiện tại sân vận động.
| # | Người giao bóng    | Ngày                | Đội #1   | Đội #2   | Hiệp | O    | R   | W | E    | Kết quả |
| - | ------------------ | ------------------- | -------- | -------- | ---- | ---- | --- | - | ---- | ------- |
| 1 | Ishant Sharma      | 6 tháng 7 năm 2011  | Ấn Độ    | Tây Ấn   | 1    | 21,3 | 77  | 5 | 3,58 | Hòa     |
| 2 | Fidel Edwards      | 6 tháng 7 năm 2011  | Tây Ấn   | Ấn Độ    | 2    | 28,2 | 103 | 5 | 3,63 | Hòa     |
| 3 | Shane Shillingford | 23 tháng 4 năm 2012 | Tây Ấn   | Úc       | 1    | 42,5 | 119 | 6 | 2,77 | Thua    |
| 4 | Michael Clarke     | 23 tháng 4 năm 2012 | Úc       | Tây Ấn   | 4    | 23   | 86  | 5 | 3,73 | Thắng   |
| 5 | Shane Shillingford | 20 tháng 3 năm 2013 | Tây Ấn   | Zimbabwe | 1    | 21,5 | 59  | 5 | 2,7  | Thắng   |
| 6 | Shane Shillingford | 20 tháng 3 năm 2013 | Tây Ấn   | Zimbabwe | 3    | 15   | 34  | 5 | 2,26 | Thắng   |
| 7 | Devendra Bishoo    | 3 tháng 6 năm 2015  | Tây Ấn   | Úc       | 2    | 33   | 80  | 6 | 2,42 | Thua    |
| 8 | Mohammad Abbas     | 10 tháng 5 năm 2017 | Pakistan | Tây Ấn   | 2    | 25   | 46  | 5 | 1,84 | Thắng   |
| 9 | Yasir Shah         | 10 tháng 5 năm 2017 | Pakistan | Tây Ấn   | 4    | 37   | 92  | 5 | 2,48 | Thắng   |

### One Day International
Một trận đấu có 5 cú đánh wicket trong các trận đấu One Day International đã được thực hiện tại sân vận động.
| # | Người giao bóng | Ngày                | Đội #1 | Đội #2     | Hiệp | O  | R  | W | E    | Kết quả |
| - | --------------- | ------------------- | ------ | ---------- | ---- | -- | -- | - | ---- | ------- |
| 1 | Kemar Roach     | 26 tháng 7 năm 2009 | Tây Ấn | Bangladesh | 1    | 10 | 44 | 5 | 4,40 | Thua    |